# Wisner (Nebraska)
Wisner és una població dels Estats Units a l'estat de Nebraska. Segons el cens del 2000 tenia 1.270 habitants.

## Demografia
Segons el cens del 2000, Wisner tenia 1.270 habitants, 564 habitatges, i 350 famílies. La densitat de població era de 476,1 habitants per km².
Dels 564 habitatges en un 25,9% hi vivien nens de menys de 18 anys, en un 53% hi vivien parelles casades, en un 6,6% dones solteres, i en un 37,8% no eren unitats familiars. En el 34,8% dels habitatges hi vivien persones soles el 19,9% de les quals corresponia a persones de 65 anys o més que vivien soles. El nombre mitjà de persones vivint en cada habitatge era de 2,18 i el nombre mitjà de persones que vivien en cada família era de 2,8.
Per edats la població es repartia de la següent manera: un 22,1% tenia menys de 18 anys, un 9,1% entre 18 i 24, un 21,7% entre 25 i 44, un 19,9% de 45 a 60 i un 27,1% 65 anys o més.
L'edat mediana era de 43 anys. Per cada 100 dones de 18 o més anys hi havia 90,6 homes.
La renda mediana per habitatge era de 32.188 $ i la renda mediana per família de 40.938 $. Els homes tenien una renda mediana de 28.056 $ mentre que les dones 18.869 $. La renda per capita de la població era de 16.268 $. Aproximadament el 3,8% de les famílies i el 9% de la població estaven per davall del llindar de pobresa.

## Poblacions més properes
El següent diagrama mostra les poblacions més properes.